# Phyllodromica acarinata
Phyllodromica acarinata es una especie de cucaracha del género Phyllodromica, familia Ectobiidae. Fue descrita científicamente por acarinata Bohn en 1999.
Habita en España.